# LRRC23
LRRC23 (англ. Leucine rich repeat containing 23) – білок, який кодується однойменним геном, розташованим у людей на короткому плечі 12-ї хромосоми. Довжина поліпептидного ланцюга білка становить 343 амінокислот, а молекулярна маса — 39 761.
| 10         |  | 20         |  | 30         |  | 40         |  | 50         |
| ---------- |  | ---------- |  | ---------- |  | ---------- |  | ---------- |
| MSDEDDLEDS |  | EPDQDDSEKE |  | EDEKETEEGE |  | DYRKEGEEFP |  | EEWLPTPLTE |
| DMMKEGLSLL |  | CKTGNGLAHA |  | YVKLEVKERD |  | LTDIYLLRSY |  | IHLRYVDISE |
| NHLTDLSPLN |  | YLTHLLWLKA |  | DGNRLRSAQM |  | NELPYLQIAS |  | FAYNQITDTE |
| GISHPRLETL |  | NLKGNSIHMV |  | TGLDPEKLIS |  | LHTVELRGNQ |  | LESTLGINLP |
| KLKNLYLAQN |  | MLKKVEGLED |  | LSNLTTLHLR |  | DNQIDTLSGF |  | SREMKSLQYL |
| NLRGNMVANL |  | GELAKLRDLP |  | KLRALVLLDN |  | PCTDETSYRQ |  | EALVQMPYLE |
| RLDKEFYEEE |  | ERAEADVIRQ |  | RLKEEKEQEP |  | EPQRDLEPEQ |  | SLI        |

A: Аланін

C: Цистеїн

D: Аспарагінова кислота

E: Глутамінова кислота

F: Фенілаланін

G: Гліцин

H: Гістидин

I: Ізолейцин

K: Лізин

L: Лейцин

M: Метіонін

N: Аспарагін

P: Пролін

Q: Глутамін

R: Аргінін

S: Серин

T: Треонін

V: Валін

W: Триптофан

Задіяний у такому біологічному процесі, як альтернативний сплайсинг. 